# Forn de la cruïlla del camí de Can Turiols
El Forn de la cruïlla del camí de Can Turiols és una obra d'Olivella (Garraf) inclosa a l'Inventari del Patrimoni Arquitectònic de Catalunya.

## Descripció
Situat als voltants de la cruïlla del Camí Antic d'Olivella amb el Camí de Can Turiols. En paral·lel a la riera de Begues, a la falda del Puig del Monars.
Estructura arquitectònica de planta circular, alçada amb murs de maçoneria. Resta en peu la part inferior dels murs. No es conserva la coberta, ni altres elements característics dels forns com poden ser les boques d'entrada de llenya.
Es troba parcialment derruït i cobert per la vegetació circumdant.

## Història
El va construir Fèlix de Ribes. Utilitzat fins a 1940, aproximadament. Intervingut per la Diputació i l'Ajuntament d'Olivella com a complement de l'arranjament del Camí de Can Turiols.